# DSB F
Als Baureihe DSB F werden verschiedene normalspurige, dreiachsige Tenderlokomotiven (Achsfolge C) der Dänischen Staatsbahnen (DSB) zusammengefasst. Obwohl alle diese Lokomotiven mit einer vergleichsweise geringen zulässigen Höchstgeschwindigkeit von 45 oder 50 km/h in erster Linie für den Rangierdienst konzipiert waren, wurden einige Maschinen im Streckendienst auf Nebenstrecken eingesetzt.
Zwischen 1893 und 1949 wurden insgesamt 132 Lokomotiven in Dienst gestellt; sie gehören drei unterschiedlichen Bauarten an:

## DSB F (I)
JFJ Nr. F 61 – F 64
Die vier Exemplare dieser Nassdampf-Bauart wurden 1873 von Hawthorn, Leslie & Company, Newcastle als C-Schlepptenderlokomotiven mit einem zweiachsigen Tender an die Jysk-Fyenske Jernbaner (JFJ) geliefert und dort als F 61–64 bezeichnet. 1889/90 wurden sie in Århus von ihrem Tender getrennt und zu Tenderlokomotiven mit der gleichen Achsfolge umgebaut.
Beim Zusammenschluss der Jysk-Fyenske Jernbaner und Det Danske Jernbanedriftselskab am 1. September 1867 kamen die Lokomotiven zu den neu gegründeten Danske Statsbaner. Die Zusammenlegung der Maschinenabteilungen in den Landesteilen erfolgte erst 1892. Beim neu aufgestellten Nummernplan erhielten die Lokomotiven die Baureihenbezeichnung DSB F. Als ab 1898 weitere C-gekuppelte Tenderlokomotiven für den Rangierdienst beschafft wurden, wurden sie in die Baureihe F (I) eingereiht.

## DSB F (II)
Nr. F 423 – F 427, F 436 – F 500, F 651 – F 700
In den Jahren 1898/99 lieferte die italienische Firma Costruzioni Meccaniche di Saronno, eine Zweigniederlassung der Maschinenfabrik Esslingen, die ersten zehn Exemplare der Reihe F (II). Bis 1903 folgten zunächst weitere 20 Maschinen, die von Breda (Italien), Hanomag, Henschel sowie Smith, Mygind & Hüttemeier (Dänemark) gebaut wurden. Zwei weitere Lieferserien wurden von 1909 bis 1914 (30 Stück) und von 1919 bis 1923 (45 Stück) in Dienst gestellt; Lieferwerke waren Borsig, Frichs (Dänemark), Hanomag und Les Ateliers Métallurgiques Tubize (Belgien).
Die unkomplizierten und robusten Nassdampf-Lokomotiven, deren Bauart an die überaus erfolgreiche preußische T 3 erinnert, waren in der Folgezeit in praktisch allen Regionen Dänemarks zu finden. Sie bewährten sich sowohl im Rangierdienst als auch im leichten Streckendienst auf Nebenbahnen so gut, dass Frichs 1949 noch einmal eine 15 Maschinen umfassende Nachbauserie dieser inzwischen über 50 Jahre alten Konstruktion lieferte. Die Neubaulokomotiven unterschieden sich nur durch unbedeutende Detailänderungen, wie einen vergrößerten Kohlekasten und moderne Hülsenpuffer, von ihren Vorbildern. Diese letztgebauten Maschinen besaßen noch eine Allan-Steuerung. Es dürfte sich um die letzten europäischen Normalspur-Dampflokomotiven handeln, die mit dieser Steuerungsbauart ausgerüstet wurden.
Die bei der Lieferung vorhandenen Dampfbremsen für die Lokomotiven wurden in den 1940er Jahren durch Druckluftbremsen ersetzt.
Die meisten Maschinen der Reihe F (II) wurden bis zum Ende der 1960er Jahre ausgemustert, da ihre Aufgaben von Diesellokomotiven übernommen wurden. Dennoch sind insgesamt 13 Exemplare, hauptsächlich solche aus der Nachbauserie von 1949, erhalten geblieben, einige davon betriebsfähig. In Deutschland wurde die F 654 (Frichs 358/1949) bis 2017 als Zuglok des Museumszuges der Angelner Dampfeisenbahn auf der Strecke Kappeln (Schlei) – Süderbrarup eingesetzt. 2020 wurde sie an die Kittel-Stiftung, die im Bahnbetriebswerk Neumünster ihren Sitz hat, abgegeben.
Die F 658 und die F 665 sind in unterschiedlichen Zuständen bei der Veteranbanen Bryrup–Vrads vorhanden. Zuletzt war die F 658 einsatzbereit und die F 665 in Aufarbeitung.
Die Lokomotive F 656 wurde 1975 von Richard Hurlock für 17.000 Kronen gekauft, nach Peterborough gebracht und auf der Nene Valley Railway eingesetzt. Sie wurde 1986 mit einer defekten Feuerbüchse abgestellt und verbrachte 16 Jahre, auf Reparaturen wartend, im Lokschuppen. Im Jahr 2004 schenkte der Besitzer die Lokomotive der Nene Valley Railway. Die Lok wurde einer umfassenden, 20 Jahre dauernden Überholung unterzogen und im Januar 2024 wieder in Betrieb genommen. Mit ihr werden auch Gastlokführerfahrten durchgeführt.
Technische Daten der F (II): siehe Infobox.

## DSB F (III)
Nr. F 428 – F 435
Acht Lokomotiven dieser verstärkten und leicht vergrößerten Bauart wurden 1917 von der Schweizerischen Lokomotiv- und Maschinenfabrik in Winterthur gebaut und kriegsbedingt erst 1918/19 an die DSB geliefert. In technischer Hinsicht unterschieden sich diese Maschinen von denen der Serien I und II hauptsächlich durch das Vorhandensein eines Überhitzers sowie durch die angewandte Heusinger-Steuerung. Obwohl sich die Lokomotiven sowohl im Verschub als auch im Streckendienst Sønderjyllands (Nordschleswig) ausgezeichnet bewährten, wurden sie nicht nachbeschafft, da die einfacheren und billigeren Nassdampf-Ausführungen bevorzugt wurden. In den 1960er Jahren wurden alle Maschinen der Reihe F (III) ausgemustert; nur die F 428 ist als nicht betriebsfähiges Ausstellungsstück im Eisenbahnmuseum der DSB in Odense erhalten geblieben.
Hauptkenndaten der F (III): Treibraddurchmesser 1252 mm; Höchstgeschwindigkeit 50 km/h; Länge über Puffer 9580 mm; Dienstmasse 38,0 t; Kesselüberdruck 12 kp/cm²; Rostfläche 1,0 m²; Verdampfungsheizfläche 49,9 m²; Überhitzerheizfläche 26,2 m²; Wasservorrat 3,5 m³, Kohlevorrat 1,5 t.

## Bildergalerie

Die F 654 der Angelner Dampfeisenbahn in Kappeln (Schlei, 2008)
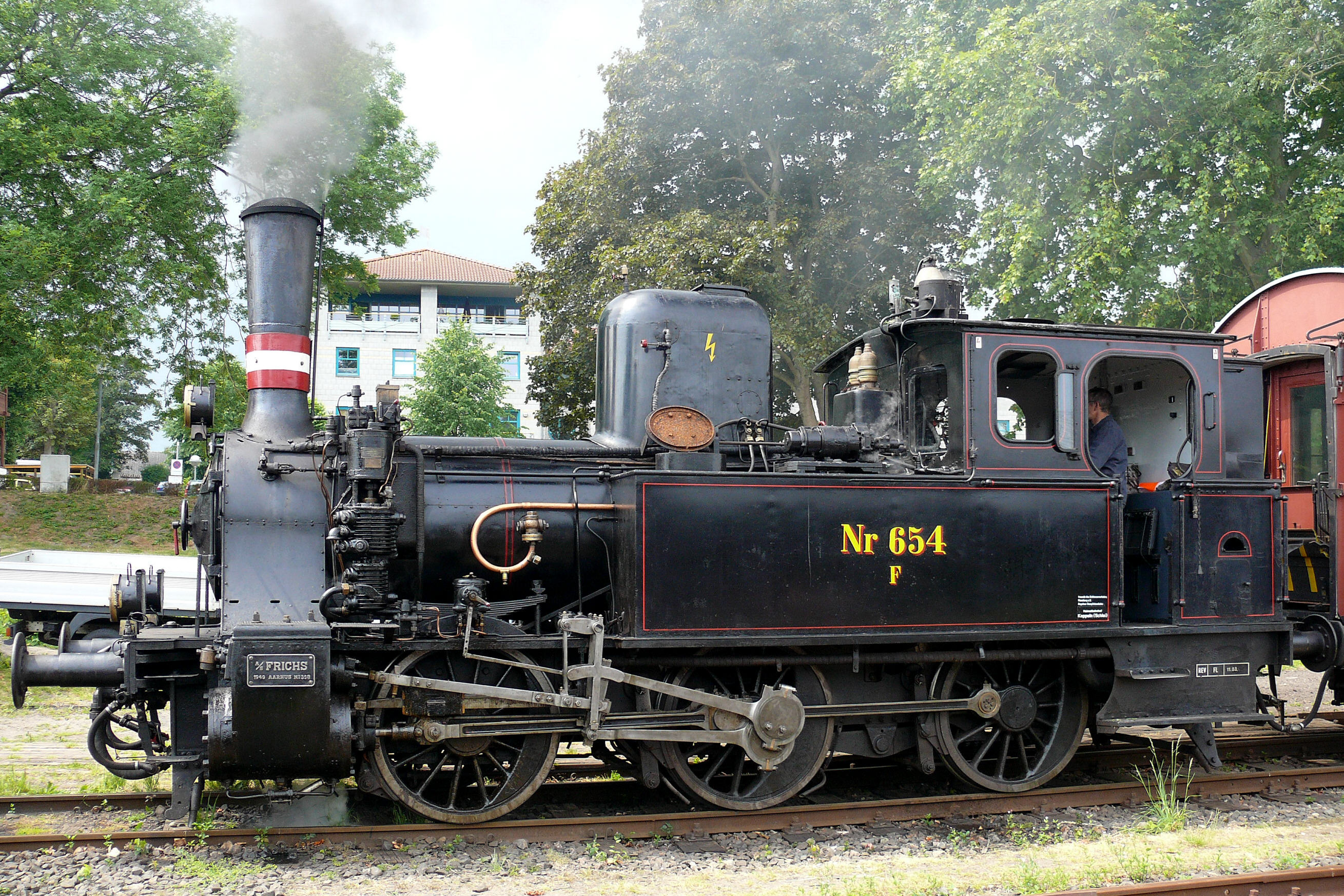
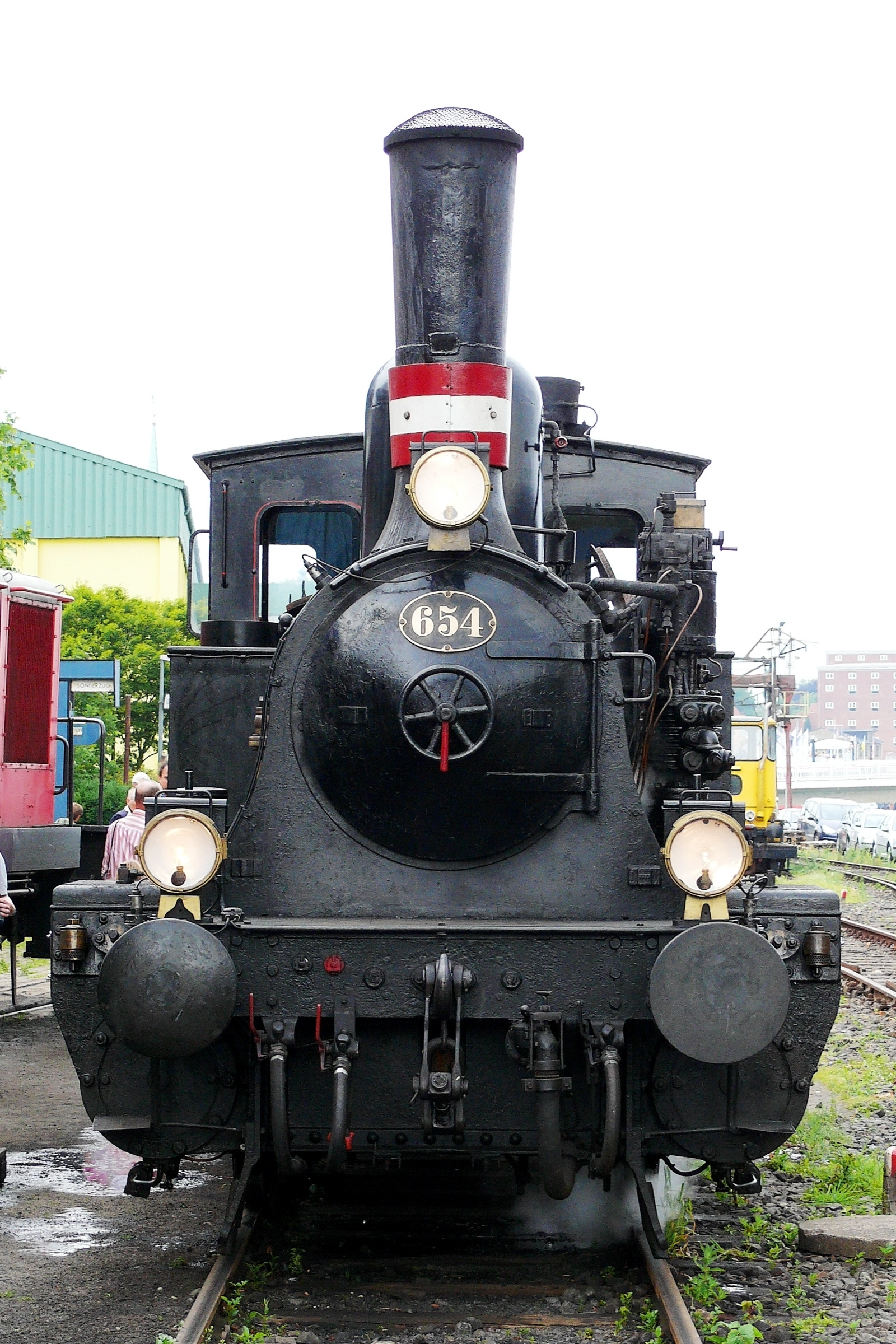
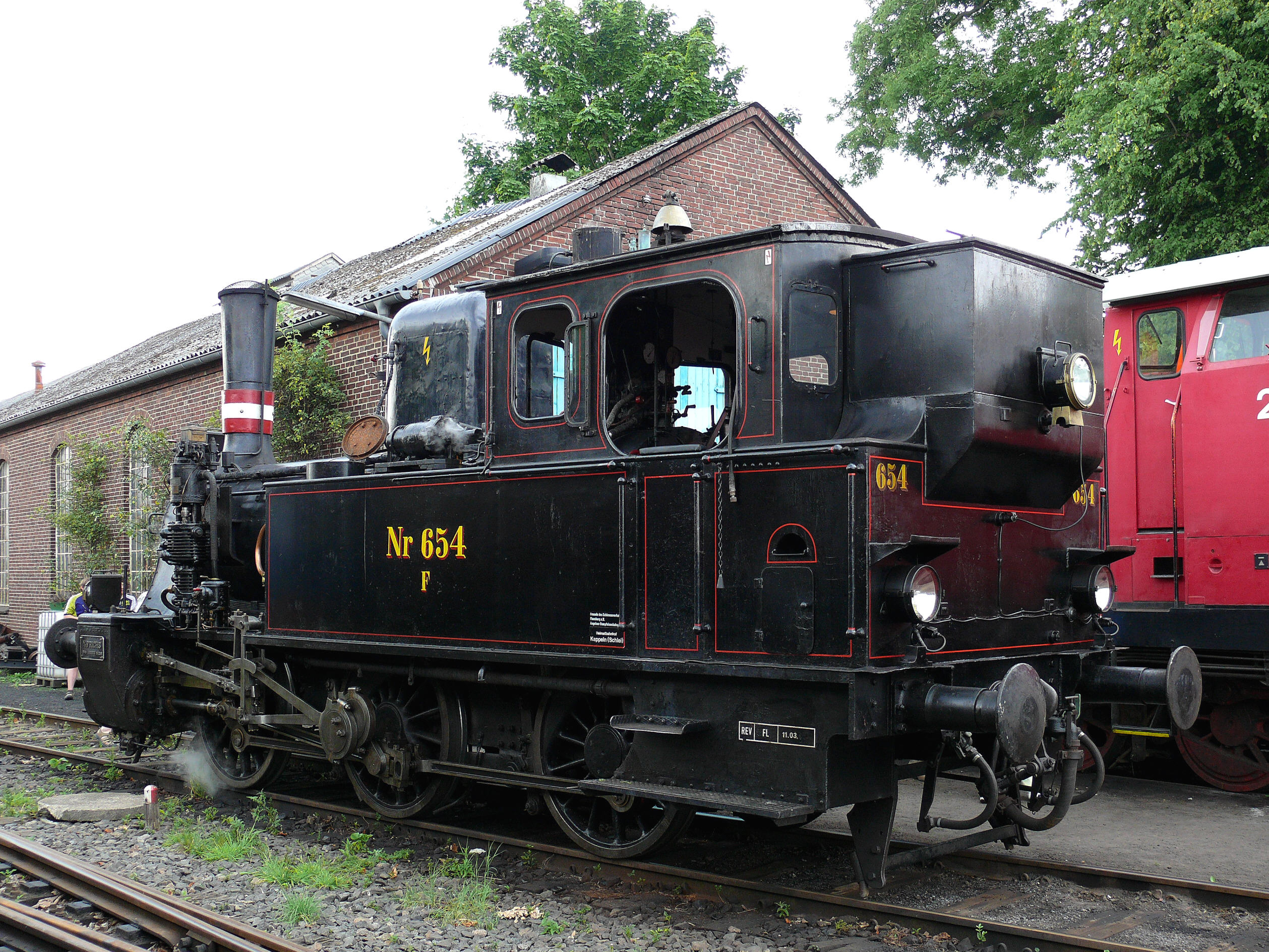
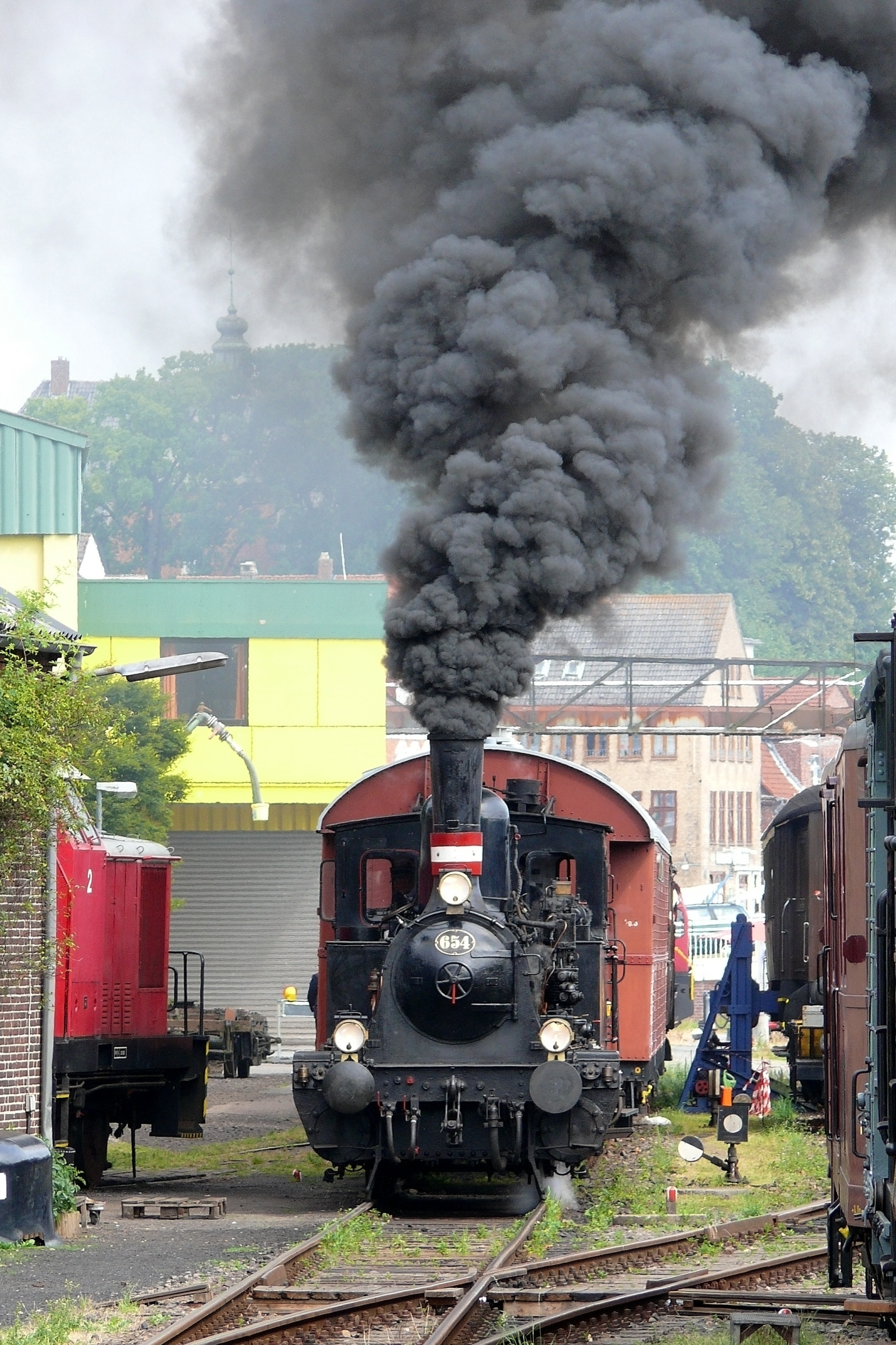